# لانه‌کن دم‌توسی
تروگون دم‌توسی(نام علمی: Trogon massena) نام یک گونه از تیره تروگون است.